# 전력 외 수사관
《전력 외 수사관》(일본어: 戦力外捜査官)은 니타도리 케이에 의한 일본의 연작 단편 추리 소설 시리즈이다.

## 시리즈 목록
| # | 타이틀                                   | 서지 정보 |
| - | ---------------------------------------- | --- |
| 1 | 전력 외 수사관 공주 형사·우미즈키 치나미 | 단행본:2012년 9월 12일 발매, 카와데 쇼보 신샤, ISBN 978-4-309-02132-4 문고본:2013년 10월 8일 발매, 카와데 분코, ISBN 978-4-309-41248-1 |
| 2 | 전력 외 수사관 2 신의 값                 | 단행본:2013년 11월 29일 발매, 카오데 쇼보 신샤, ISBN 978-4-309-02229-1                                                                 |

## 등장인물
우미즈키 치나미
경시청 수사 1과 화재범 수사 2계. 계급은 경부.
시타라 쿄스케
경시청 수사 1과 화재범 수사 2계. 계급은 순사.
에치젠 노리마사
경시청 경시총감. 계급은 경시총감.

## 텔레비전 드라마
《전력 외 수사관》의 타이틀로 드라마화되었다. 2014년 1월 11일부터 3월 15일까지 닛폰 TV의 〈토요 드라마〉 시간대(토요일 21:00 ~ 21:54, JST)에서 방송되었다. 주연은 타케이 에미.
캐치프레이즈는, 〈이 형사, 상당히 적극적이기 때문, 낙오자.〉.
2015년 3월 21일에, 스페셜 드라마 《전력 외 수사관 SPECIAL》이 방송되었다.

### 캐스트

#### 경시청

##### 형사부 수사 제1과 제18계
우미즈키 치나미 (23) - 타케이 에미
경부.
시타라 쿄스케 (28) - TAKAHIRO
순사. 1985년 12월 3일 출생.
카와하기 츠요시 (44) - 야시마 노리토
경부. 계장.
오오토모 히로시 (33) - 토쿠시게 사토시
순사 부장.
모리야마 카오리 (41) - 하마다 마리
경부보.
키타자토 료스케 (37) - 노마구치 토오루
순사장.
후타바 다이스케 (41) - 키노시타 타카유키
경부보.
세키카와 나오키 (28) - 시부야 켄토
순사.

##### 경찰 관계자
나카니시 후미히코 - 테즈카 토오루
경부보. 감식과 현장 감식계.
타부치 아리사 - 미즈사와 에레나
형사 총무과 사무 직원.
이노우에 노부미츠 (47) - 코야부 카즈토요
경시. 수사 제1과 관리관.
코바야카와 야스히로 (51) - 사노 시로
경시감. 부총감.
에치젠 노리마사 (55) - 에모토 아키라
경시 총감.

#### 우미즈키가(家)
우미즈키 타테오 - 이부키 고로
치나미의 아버지.
우미즈키 모모코 - YOU
치나미의 어머니.

#### 허심관
카네시로 신쥬로 (64) - 세키네 츠토무
도량 주로, 시타라의 스승.
카네시로 토시미 - 키타가와 히로미
신쥬로의 딸.
니노미야 리나 - 이하라 료카

코무로 타쿠미 - 하시모토 토모야

아베 유타 - 야베 코스케

### 스태프
- 원작 - 니타도리 케이 《전력 외 수사관 공주 형사·우미즈키 치나미》, 《전력 외 수사관 2 신의 값》
- 각본 - 코카미 쇼지, 세키 에리카
- 음악 - 코니시 야스하루
- 연출 - 나카지마 사토루, 하츠야마 야스히로, 니시노 마키
- 주제가 - EXILE TAKAHIRO 〈Love Story〉 (rhythm ZONE)
- 사운드 디자인 - 이시이 카즈유키
- 액션 코디네이트 - FC 플랜
- 특수 조형 - 우메자와 소이치
- 퀴즈 감수 - 히다카 다이스케, 나가이 타카히로
- 기획 협력 - 코가 세이치
- 치프 프로듀스 - 이토 히비키
- 프로듀스 - 츠기야 히사시, 오오츠카 에이지(케이 팩토리)
- 협력 프로듀스 - 요시카와 에미코
- 프로듀스 보조 - 오카타쿠 마유미
- 제작 협력 - 케이 팩토리
- 제작 저작 - 닛폰 TV

### 방송 일자
| 각 화                                                       | 방송일          | 부제 | 각본        | 연출              | 시청률 |
| ----------------------------------------------------------- | --------------- | --- | ----------- | ----------------- | ------ |
| 제1화                                                       | 2014년 1월 11일 | 떨거지 형사들의 흑흑스러운 추리가 일본을 구한다! 비본격 형사 드라마가 드디어 개막                                                                                                | 코카미 쇼지 | 나카지마 사토루   | 13.3%  |
| 제2화                                                       | 2014년 1월 18일 | 헤매는 콤비는 꾀병으로 병원에 잠입! 두 케이크의 수수께끼는 풀릴 것인가? | 코카미 쇼지 | 나카지마 사토루   | 13.1%  |
| 제3화                                                       | 2014년 1월 25일 | 절체절명의 핀치! 황야의 결투! 시타라 형사VS피에로맨! | 코카미 쇼지 | 하츠야마 야스히로 | 11.1%  |
| 제4화                                                       | 2014년 2월 1일  | 헤매는 콤비의 단단 수사는 완고 할배의 마음도 녹인다? | 코카미 쇼지 | 하츠야마 야스히로 | 11.7%  |
| 제5화                                                       | 2014년 2월 8일  | 전대 히어로 쇼의 공연 중, 그 사건은 일어났다! | 세키 에리카 | 나카지마 사토루   | 11.6%  |
| 제6화                                                       | 2014년 2월 15일 | 가정부 미타야마 상은 봤다! 연애 소설가 살인사건의 모든 것 | 코카미 쇼지 | 하츠야마 야스히로 | 10.5%  |
| 제7화                                                       | 2014년 2월 22일 | 눈물과 웃음! 시골에서 엄마가 찾아왔다 | 세키 에리카 | 나카지마 사토루   | 12.1%  |
| 제8화                                                       | 2014년 3월 1일  | 기묘한 진사건! 형사도 범인도, 배가 고프면 사랑도 한다 | 코카미 쇼지 | 니시노 마키       | 9.1%   |
| 제9화                                                       | 2014년 3월 8일  | 덫? 목숨이 걸린 퀴즈 프로그램 출연! 형사들의 운명은 어떻게! | 세키 에리카 | 하츠야마 야스히로 | 9.1%   |
| 최종화                                                      | 2014년 3월 15일 | 경시청에 아이돌 살해 예고 메일이! 18계가 맞서는 마지막 어려운 사건! 진짜 정의란 진짜 사랑이란… 젊은 두 형사가 직면하는 어려운 문제와 그 진상! 웃음과 눈물의 초감동 2시간 스페셜! | 코카미 쇼지 | 나카지마 사토루   | 10.7%  |
| 평균 시청률 11.2% (시청률은 칸토 지구·비디오 리서치사 조사) |                 | |             |                   |        |

- 첫회는 15분 확대 (21:00 ~ 22:09).
- 최종화는 60분 확대 (21:00 ~ 22:54).

| 닛폰 TV 토요 드라마                                        | 닛폰 TV 토요 드라마                    | 닛폰 TV 토요 드라마                                                                            |
| 이전 작품                                                  | 작품명                                 | 다음 작품                                                                                      |
| ---------------------------------------------------------- | -------------------------------------- | ---------------------------------------------------------------------------------------------- |
| 도쿄 밴드왜건~도시 대가족 이야기 (2013.10.12 ~ 2013.12.14) | 전력 외 수사관 (2014.1.11 ~ 2014.3.15) | 약해도 이길 수 있습니다 ~아오시 선생님과 풋내기 고교 야구 선수의 야망~ (2014.4.12 ~ 2014.6.21) |